# Ente Sportivo "Francesco Baracca" 1938-1939
Questa voce raccoglie le informazioni riguardanti l'Ente Sportivo "Francesco Baracca" nelle competizioni ufficiali della stagione 1938-1939.

## Rosa
| N. |                   | Ruolo | Calciatore         |
| -- | ----------------- | ----- | ------------------ |
|    | Italia (bandiera) |       | Dante Bergamini    |
|    | Italia (bandiera) | D     | Raffaele Bertulli  |
|    | Italia (bandiera) | A     | Guerrino Calderoni |
|    | Italia (bandiera) | D     | Alfiero Canianzi   |
|    | Italia (bandiera) |       | Claudio Casadio    |
|    | Italia (bandiera) |       | Luigi Dalle Vacche |
|    | Italia (bandiera) | P     | Giuseppe Dirani    |
|    | Italia (bandiera) | A     | Luigi Dodi         |
|    | Italia (bandiera) |       | Vincenzo Lega      |

| N. |                   | Ruolo | Calciatore         |
| -- | ----------------- | ----- | ------------------ |
|    | Italia (bandiera) |       | Luigi Lodi         |
|    | Italia (bandiera) | A     | Giuliano Mezzogori |
|    | Italia (bandiera) | P     | Gino Panighi       |
|    | Italia (bandiera) |       | Ivo Preda          |
|    | Italia (bandiera) |       | Raul Ravaglia      |
|    | Italia (bandiera) | C     | Angelo Roversi     |
|    | Italia (bandiera) | A     | Sergio Spini       |
|    | Italia (bandiera) |       | Livio Turchetti    |
|    | Italia (bandiera) | D     | Domenico Zardi     |